# Schaatsen op de Aziatische Winterspelen 2007
Schaatsen was een onderdeel van de Aziatische Winterspelen 2007 in China in Changchun op de nieuwe provinciale ijsbaan van Jilin. Er werden wedstrijden gehouden van 29 januari tot en met 1 februari 2007.

## Medailles
| Rang | Land       | Goud | Zilver | Brons | Totaal |
| ---- | ---------- | ---- | ------ | ----- | ------ |
| 1    | China      | 5    | 4      | 3     | 12     |
| 2    | Zuid-Korea | 3    | 5      | 5     | 13     |
| 3    | Japan      | 2    | 1      | 3     | 6      |
| 4    | Kazachstan | 0    | 0      | 1     | 1      |

## Mannen

### 100 meter
Voorrondes
Vladimir Sjerstjuk uit Kazachstan en de twee Mongoolse deelnemers, Bazarsad Batsuuri en Enkhbold Oyundorj werden uitgeschakeld. De overige negen gingen naar de eindrondes. Lee Kang-seok was de snelste voor de wereldbekerwinnaar Yuya Oikawa.
Halve finale
In de halve finale plaatsten Lee Kang-seok, Yuya Oikawa en Yu Fengtong zich voor de A-finale (plaats 1 tot en met 3), voor de B-finale (plaats 4 tot en met 6) plaatsten Zhang Zhongqi, An Weijiang en Jiao Yunlong. Joji Kato, Lee Ki-ho en Kwon Soon Chun streden om plaats 7 tot en met 9.
Finale
| Plaats | Atleet        | Land       | Tijd | Achterstand |
| ------ | ------------- | ---------- | ---- | ----------- |
| Goud   | Yuya Oikawa   | Japan      | 9,59 |             |
| Zilver | Yu Fengtong   | China      | 9,68 | +0,09       |
| Brons  | Lee Kang-seok | Zuid-Korea | 9,69 | +0,10       |
| 4      | Zhang Zhongqi | China      | 9,82 | +0,23       |
| 5      | An Weijiang   | China      | 9,84 | +0,25       |
| 6      | Yunlong Jiao  | China      | 9,99 | +0,40       |

### 500 meter
Keiichiro Nagashima, bij aanvang van het toernooi tweede in de stand om de wereldbeker, schakelde zichzelf in de eerste race uit door als tiende te eindigen. Wereldkampioen sprint van 2007 Lee Kyou-hyuk wist in de vorige edities van de Aziatische Winterspelen nooit medailles op deze afstand te halen, maar stond na de eerste afstand op de tweede positie.
Joji Kato wist in zijn tweede race niet zo goed te presteren, waardoor Yuya Oikawa en An Weijiang nog kans maakten op het brons. Dankzij een goede race van Oikawa wist de Japanner de eer te redden voor zijn land.
| Plaats | Atleet        | Land       | Race 1 | Rang | Race 2 | Rang | Totaal | Achterstand |
| ------ | ------------- | ---------- | ------ | ---- | ------ | ---- | ------ | ----------- |
| Goud   | Lee Kang-seok | Zuid-Korea | 35,11  | 1    | 35,19  | 1    | 70.30  |             |
| Zilver | Lee Kyou-hyuk | Zuid-Korea | 35,19  | 2    | 35,31  | 2    | 70.50  | +0.20       |
| Brons  | Yuya Oikawa   | Japan      | 35,52  | 5    | 35,36  | 3    | 70.88  | +0.58       |
| 4      | Joji Kato     | Japan      | 35,36  | 3    | 35.64  | 8    | 71.00  | +0.70       |
| 5      | An Weijiang   | China      | 35,49  | 4    | 35,58  | 7    | 71.08  | +0.78       |
| 6      | Lee Ki-ho     | Zuid-Korea | 35,62  | 9    | 35,49  | 4    | 71.11  | +0.81       |

### 1000 meter
| Plaats | Atleet            | Land       | Tijd    | Achterstand |
| ------ | ----------------- | ---------- | ------- | ----------- |
| Goud   | Lee Kyou-hyuk     | Zuid-Korea | 1.09,86 |             |
| Zilver | Mun Joon          | Zuid-Korea | 1.10,45 | +0,59       |
| Brons  | Choi Jae-bong     | Zuid-Korea | 1.10,92 | +1,06       |
| Brons  | Takaharu Nakajima | Japan      | 1.11,35 | +1,49       |
| 5      | Yu Fengtong       | China      | 1.11,53 | +1,67       |
| 6      | Gao Xuefeng       | China      | 1.11,86 | +2,00       |
| 6      | Lee Jong-woo      | Zuid-Korea | 1.11,86 | +2,00       |

Het was voor een land onmogelijk alle medailles te winnen, waardoor Nakajima ondanks zijn vierde plek ook een bronzen medaille won.

### 1500 meter
| Plaats | Atleet            | Land       | Tijd    | Achterstand |
| ------ | ----------------- | ---------- | ------- | ----------- |
| Goud   | Lee Kyou-hyuk     | Zuid-Korea | 1.49,13 |             |
| Zilver | Gao Xuefeng       | China      | 1.49,24 | +0,11       |
| Brons  | Mun Joon          | Zuid-Korea | 1.49,79 | +0,66       |
| 4      | Choi Jae-bong     | Zuid-Korea | 1.50,21 | +1,08       |
| 5      | Takaharu Nakajima | Japan      | 1.52,20 | +3,07       |
| 6      | Vladimir Kostin   | Kazachstan | 1.53,08 | +3,95       |

### 5000 meter
| Plaats | Atleet         | Land       | Tijd    | Achterstand |
| ------ | -------------- | ---------- | ------- | ----------- |
| Goud   | Hiroki Hirako  | Japan      | 6.39,71 |             |
| Zilver | Yeo Sang-yeop  | Zuid-Korea | 6.43,34 | +3,63       |
| Brons  | Dmitri Babenko | Kazachstan | 6.43,40 | +3,69       |
| 4      | Choi Kwun-won  | Zuid-Korea | 6.43,86 | +4,15       |
| 5      | Gao Xuefeng    | China      | 6.44,13 | +4,52       |
| 6      | Song Xingyu    | China      | 6.47,37 | +7,76       |

## Vrouwen

### 100 meter
Voorrondes
Xing Aihua, winnares van de wereldbeker op de 100 meter, werd verslagen in de voorrondes door Wang Beixing. Lee Sang-hwa, met een tweede en een derde plaats in de wereldbeker, plaatste zich als vierde, terwijl twee Koreaansen Oh Min-Ji en Lee Bo-Ra werden uitgeschakeld.
Halve finale
In de halve finale plaatsten Wang Beixing, Xing Aihua en Lee Sang-hwa zich voor de A-finale (plaats 1 tot en met 3), voor de B-finale (plaats 4 tot en met 6) plaatsten Zhang Shuang, Shihomi Shinya en Sayuri Osuga. Ren Hui, Choi Seung-yong en Ko Hyon-suk streden om plaats 7 tot en met 9.
Finale
| Plaats | Atleet         | Land       | Tijd  | Achterstand |
| ------ | -------------- | ---------- | ----- | ----------- |
| Goud   | Xing Aihua     | China      | 10,41 |             |
| Zilver | Wang Beixing   | China      | 10,44 | +0,03       |
| Brons  | Lee Sang-hwa   | Zuid-Korea | 10,59 | +0,18       |
| 4      | Shihomi Shinya | Japan      | 10,56 | +0,15       |
| 5      | Sayuri Osuga   | Japan      | 10,70 | +0,29       |
| 6      | Zhang Shuang   | China      | 10,74 | +0,33       |

### 500 meter
| Plaats | Atleet         | Land       | Race 1 | Rang | Race 2 | Rang | Totaal | Achterstand |
| ------ | -------------- | ---------- | ------ | ---- | ------ | ---- | ------ | ----------- |
| Goud   | Wang Beixing   | China      | 38,02  | 1    | 38,08  | 1    | 76.10  |             |
| Zilver | Lee Sang-hwa   | Zuid-Korea | 38,53  | 2    | 38,42  | 2    | 76.95  | +0.85       |
| Brons  | Zhang Shuang   | China      | 38,83  | 5    | 38,76  | 3    | 77.59  | +1.49       |
| 4      | Shihomi Shinya | Japan      | 38,71  | 3    | 38,92  | 5    | 77.63  | +1.53       |
| 5      | Sayuri Osuga   | Japan      | 38,82  | 4    | 38,85  | 4    | 77.67  | +1.57       |
| 6      | Ren Hui        | China      | 38,53  | 2    | 39,04  | 6    | 77.94  | +1.84       |

### 1000 meter
| Plaats | Atleet         | Land       | Tijd    | Achterstand |
| ------ | -------------- | ---------- | ------- | ----------- |
| Goud   | Wang Beixing   | China      | 1.17,35 |             |
| Zilver | Wang Fei       | China      | 1.17,54 | +0,19       |
| Brons  | Ren Hui        | China      | 1.18,84 | +1,49       |
| Brons  | Kim You-lim    | Zuid-Korea | 1.18,96 | +1,61       |
| 5      | Lee Sang-hwa   | Zuid-Korea | 1.19,24 | +1,89       |
| 6      | Tomomi Okazaki | Japan      | 1.19,47 | +2,12       |

Het was voor een land onmogelijk alle medailles te winnen, waardoor Kim ondanks haar vierde plek ook een bronzen medaille won.

### 1500 meter
| Plaats | Atleet         | Land       | Tijd    | Achterstand |
| ------ | -------------- | ---------- | ------- | ----------- |
| Goud   | Wang Fei       | China      | 2.00,49 |             |
| Zilver | Lee Ju-youn    | Zuid-Korea | 2.01,60 | +1,11       |
| Brons  | Jia Ji         | China      | 2.01,82 | +1,33       |
| 4      | Noh Seon-yeong | Zuid-Korea | 2.02,80 | +2,31       |
| 5      | Masako Hozumi  | Japan      | 2.02,94 | +2,45       |
| 6      | Eriko Ishino   | Japan      | 2.03,07 | +2,58       |

### 3000 meter
| Plaats | Atleet         | Land       | Tijd    | Achterstand |
| ------ | -------------- | ---------- | ------- | ----------- |
| Goud   | Wang Fei       | China      | 4.13,08 |             |
| Zilver | Masako Hozumi  | Japan      | 4.15,42 | +3,63       |
| Brons  | Maki Tabata    | Japan      | 4.17,00 | +3,69       |
| 4      | Lee Ju-youn    | Zuid-Korea | 4.18,05 | +4,97       |
| 5      | Noh Seon-yeong | Zuid-Korea | 4.18,57 | +5,49       |
| 6      | Eriko Ishino   | Japan      | 4.19,02 | +5,94       |